# 第二次全国文物普查
第二次全国文物普查，简称“二普”。是中华人民共和国境内组织的一次全国范围的不可移动文物普遍调查活动，从1981年开始。

## 历史
为了解和掌握文物现状，摸清“文化大革命”期间文物的受损情况，1981年1月15日，国务院批转国家文物事业管理局《关于加强文物工作的请示报告》，要求：“各省、市、自治区要分别情况进行一次文物普查或文物复查工作。”1981年2月28日召开的全国文物（文化）局长会议，对文物普查和编写文物志等工作进行了部署。
1985年，各省都表示初步调查完毕，但实际上存在部分省份未调查或虚报的情况，有320个县（占全国县区总数的12.1%）没有开展普查。

## 持续时间
第二次全国文物普查开始于1981年。但各种资料对结束时间有不同的说法：有资料表示，二普结束于1985年；也有资料表示结束于1989年。据《内蒙古日报》2010年12月10日署名贤子的文章表示，二普结束于1989年；据《中国文物报》署名史勇的文章表示，国家文物行政部门曾定于1985年基本完成二普，但随着主客观环境变化，此次普查至20世纪80年代末方告结束。据内蒙古自治区乌海市文体旅游广电局的说法，该市于1988年至1989年的二普期间，登记在册文物点19处。

## 普查数据
此次普查共普查2330个县、区，登记各类不可移动文物40多万处。
至1989年底，除个别省份外，查明全国共有石窟寺、古建筑、古遗址、古墓葬、石刻、古生物化石、近现代史迹等不可移动文物34万余处。

## 评价
此次普查覆盖面积比第一次全国文物普查明显增大，基本实现了对全国文物资源的总体掌握。其普查成果编研利用广度与深度具有开拓性和创新性，应用方式多元、影响深远。
此次普查未跟上时代发展，对一些文物类型没注意到；没有对普查制定统一规划，提出具体要求；没有进行监督检查。
“一普”和“三普”由国务院直接部署实施，“二普”期间由于正处于进行改革开放工作的重要年份，国务院无暇顾及。故由国家文物事业管理局向国务院申请后由各地方依情况组织施行，所体现的国家意志较弱。

## 后续
在普查基础上，国务院核定公布了第二批至第六批全国重点文物保护单位，各地也重新公布原有文物保护单位、核定公布新文物保护单位。并编纂地方各级文物志、编辑出版《中国文物地图集》。